# Culex cairnsensis
Culex cairnsensis är en tvåvingeart som först beskrevs av Taylor 1919.  Culex cairnsensis ingår i släktet Culex och familjen stickmyggor. Inga underarter finns listade i Catalogue of Life.